# Maximilian von Breuning
Maximilian von Breuning (* 18. Juni 1854 in Koblenz; † 24. Juni 1909 in Rolandseck) war ein preußischer Offizier, Verwaltungsbeamter und Landrat.

## Leben
Maximilian von Breuning war ein Sohn des Amtsgerichtsrats, Oberjustizrats und Landgerichtspräsidenten in Koblenz Carl von Breuning und dessen Ehefrau Fanny, geborene Simons. Nach dem Ende seiner schulischen Ausbildung war er ab dem 2. August 1870 Fähnrich im Hannoverschen Infanterie-Regiment Nr. 74 und 1870/71 war er Kriegsteilnehmer. Am 29. März 1871 wurde er Leutnant und nach dem eingereichten Nachgesuch wurde ihm der Abschied vom Militär mittels Allerhöchster Kabinettsorder (AKO) am 6. Mai 1874 erteilt. Im Anschluss absolvierte er ein Studium der Rechts- und Staatswissenschaften in Heidelberg und Leipzig. Nach der Vereidigung zum Gerichtsreferendar am 19. Oktober 1878 erhielt er eine Ausbildung bei den Amtsgerichten Göttingen, später in Wiesbaden, sowie in Limburg und Frankfurt. Am 13. Juli 1883 wurde er Gerichtsassessor beim Kammergericht und am 14. August 1884 Regierungsassessor mit Beschäftigung bei der Regierung Potsdam. Am 5. Februar 1887 wurde er mit Reskript zum kommissarischen Landrat des Kreises Düren ernannt, dem am 10. Oktober 1887 die definitive Ernennung und am 17. November 1887 die Amtseinführung folgte. Nach 22 Jahren als Landrat starb der unverheiratet gebliebene Maximilian von Breuning während des Dienstes im Jahr 1909. Von 1892 bis 1909 war er Abgeordneter im Provinziallandtag der Rheinprovinz.

## Ergänzendes
Breuning war seit 1899 Mitglied der Landwirtschaftskammer für die Rheinprovinz und nach erfolgter Wahl vom 5. Dezember 1905 bis zum 31. Dezember 1907 auch deren Vorsitzender.